# Daniel (Sänger)
Daniel (bürgerlich Milan Popović; * 29. Oktober 1955 in Titograd, Jugoslawien) ist ein jugoslawischer Sänger, Gitarrist, Bassist und Songschreiber.

## Biografie
Der Sohn einer belgischen Mutter und eines jugoslawischen Vaters arbeitete in Zagreb erfolgreich als Studiomusiker. 
1982 erschien sein Debütalbum Daniel. Es folgte 1983 die Teilnahme am Grand Prix Eurovision. Mit seiner Eigenkomposition Džuli erreichte er dort Platz 4 (125 Punkte). Anschließend erschien das Lied in englischer Sprache unter dem Titel Julie und wurde in einigen europäischen Ländern zum Charthit.
Bis in die 1990er Jahre gab es eine Reihe weiterer Veröffentlichungen, die allerdings international keine Beachtung fanden. Nach längerer Pause erschien 2013 das Album Fantazija.

## Diskografie

### Alben
- 1982: Bio sam naivan
- 1984: Suze i smijeh
- 1985: Tina i Marina
- 1985: Lovin’ that Rock’n’Roll
- 1986: Dušu je moju uzela
- 1987: Slomljeno srce
- 1989: Što sam ti srećo kriv
- 1991: Ma daj, obuci levisice
- 1994: Danceland
- 1999: Kao da ne postojim
- 1999: Vatra ljubavi
- 2013: Fantazija

### Kompilationen
- 1993: 18. Zlatnih Hitova (1983–1993)
- 2003: Nekoč in Danes
- 2007: The Platinum Collection (2 CDs)

### Singles
- 1982: Voljena Žena
- 1983: Džuli
- 1983: Julie
- 1983: Lola
- 1984: That Magic Summer Night
- 1984: My My Maria
- 1986: Daj mi usne Slatke K’o med
- 1986: Varaj sve, tko te varao
- 1987: Hej drugovi (Promo)
- 1989: Joj joj (Esma) / Tuga vojnika

## Filmografie und TV-Auftritte
- 1983: Jugovizija (TV)
- 1983: The Eurovision Song Contest (TV-Special)
- 1986: Jugovizija (TV)
- 1987: Jugovizija (TV)
- 1989: Hajde da se volimo 2 (Film)
- 1991: Jugovizija (TV)
- 2005: Congratulations: 50 Years Eurovision Song Contest (Fernsehfilm)
- 2014: Exkluziv Tabloid (TV-Serie)